# بلوار لیک شور

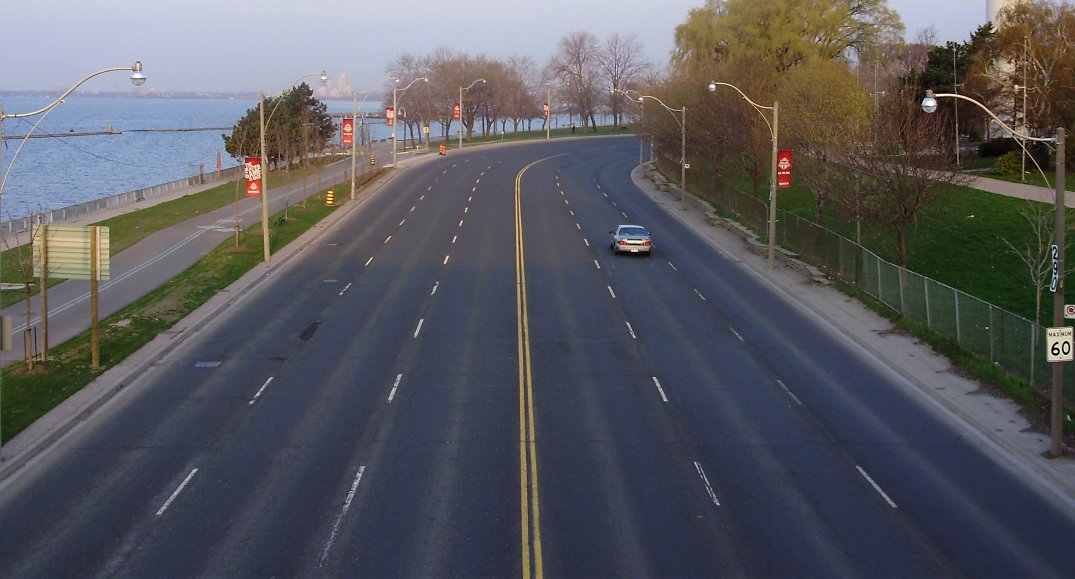
بلوار لیک شور بلافاصله در جنوب محل نمایشگاه (تورنتو)، به سمت غرب

بلوار لیک شور (انگلیسی: Lake Shore Boulevard) یک جاده شریانی اصلی است که در امتداد بیش از نیمی از ساحل دریاچه انتاریو در شهر تورنتو، انتاریو، کانادا قرار دارد.